# Petr Ginz

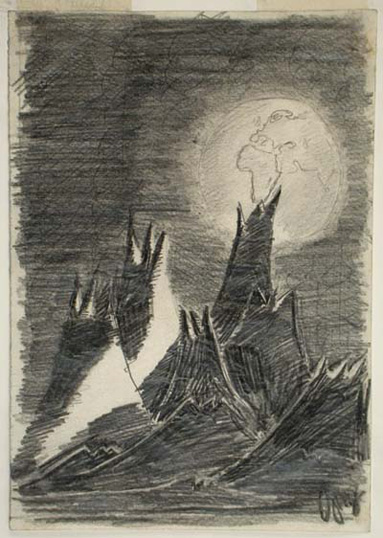
Maanlandschap

Petr Ginz (Praag, 1 februari 1928 - Auschwitz, september/oktober 1944) was een Tsjechische jongen van Joodse afkomst, wiens tekening van de Aarde gezien vanaf de Maan wereldwijd bekend werd na het ongeluk met ruimteveer Columbia.
Petr was de zoon van Ota Ginz en Marie Ginzová, bekende esperantisten in het Tsjechië van voor de Tweede Wereldoorlog. Petr had enig talent: hij was een aardig tekenaar en al jong schreef hij verhalen. Hij hield van de boeken van Jules Verne. Zelf leerde hij ook vloeiend Esperanto.
Toen in Praag de Jodenvervolging begon, begon Petr een dagboek bij te houden, waarin hij vrijwel emotieloos zijn belevenissen bijhield. Eind 1942 werd Petr gescheiden van zijn ouders en naar Theresienstadt (Terezín) gedeporteerd, zestig kilometer ten noorden van Praag.
In het getto, of doorgangskamp, werd Petr ondergebracht in een jongerentehuis, Heim 1. Daar startte hij de geheime krant Vedem (Wij leiden), die van december 1942 tot de zomer van 1944 wekelijks verscheen. Alle exemplaren van deze krant zijn bewaard gebleven, verstopt in de smederij van het getto, en bevinden zich tegenwoordig in de collectie van het Terezín Memorial. Een van de vele tekeningen in deze krant was Maanlandschap. Ook vervaardigde hij een woordenboek Esperanto-Tsjechisch. Op 28 september 1944 werd Petr op transport gesteld naar Auschwitz, waar hij direct vergast werd.
In 2003 nam de Israëlische astronaut Ilan Ramon een kopie van Maanlandschap mee aan boord van het ruimteveer Columbia, "om de dromen van een jongen die tussen de muren van een getto moest leven te doen uitkomen, en om alle slachtoffers van de Holocaust te gedenken". Bij de terugkeer van het ruimteveer in de dampkring, op de vijfenzeventigste geboortedag van Petr Ginz, verbrandden delen van het veer, waarna het volledig uiteenviel. Alle inzittenden kwamen om. Ook de kopie van de tekening ging verloren. Het origineel echter wordt bewaard in het Holocaustmuseum Jad Wasjem in Jeruzalem.
Na het ongeluk met de Columbia doken in Praag een zestal vergeelde notieboekjes en enkele andere paperassen op. Het bleek onder meer om het dagboek van Petr te gaan, dat de periode van september 1941 tot augustus 1942 besloeg. Begin 2005 gaf Petrs zus, Chava Pressburger, het dagboek uit onder de titel Deník mého bratra (Dagboek van mijn broer).

## Trivia
- De op 27 februari 2000 ontdekte planetoïde (50413) Petrginz werd naar Petr vernoemd.
- Op 18 januari 2005 gaf de Tsjechische post een gedenkzegel uit met daarop Petrs portret en tekening.